# Radu Zaharia
Radu Neculai Zaharia (* 25. Januar 1989 in Mediaș) ist ein rumänischer Fußballspieler. Der Außenverteidiger steht seit Anfang 2016 bei Gaz Metan Mediaș unter Vertrag.

## Karriere
Zaharia begann im Jahr 1999 mit dem Fußballspielen bei Gaz Metan Mediaș in seiner Heimatstadt. Nachdem er alle Jugendmannschaften durchlaufen hatte, kam er im Jahr 2007 in den Kader der ersten Mannschaft, die seinerzeit in der Liga II spielte. In seiner ersten Spielzeit stieg er als Stammspieler mit seinem Team in die Liga 1 auf. Dort kam er in der Saison 2008/09 nur als Ergänzungsspieler zum Zuge und sicherte sich mit seiner Mannschaft erst durch die Lizenzentzug des FC Argeș Pitești den Klassenerhalt. Sein Status im Team änderte sich auch in der Spielzeit 2009/10 nicht. Erst in der Rückrunde 2010/11 wurde er zur Stammkraft und beendete die Saison mit seinem Team auf dem siebenten Platz, der die Qualifikation zur Europa League bedeutete. In der Saison 2011/12 wie auch ein Jahr später kam er nur noch unregelmäßig zum Einsatz. Gaz Metan kämpfte in dieser Zeit stets um den Klassenerhalt und beendete die Saison im unteren Mittelfeld. In der Spielzeit 2013/14 holte er sich seinen Stammplatz zurück, ehe ihn im Mai 2014 eine Verletzung stoppte. Diese sorgte auch dafür, dass er die komplette Hinrunde 2014/15 verpasste. Anfang 2015 kehrte er ins Team zurück. Am Saisonende musste er mit seinem Team absteigen. Zaharia verließ Mediaș daraufhin im Sommer 2015 zum FC Voluntari. Dort kam er lediglich viermal zum Einsatz und löste seinen Vertrag im November 2015 auf. Anfang 2016 kehrte er zu Gaz Metan zurück und stieg mit dem Klub am Ende der Saison 2015/16 wieder auf.

## Erfolge
- Aufstieg in die Liga 1: 2008, 2016
- Qualifikation zur Europa League: 2011